# Live at the Palladium
Live at the Palladium ist das erste Livealbum der US-amerikanischen Metalcore-Band Killswitch Engage. Das Album wurde am 3. Juni 2022 über Metal Blade veröffentlicht.

## Entstehung
Aufgrund der COVID-19-Pandemie mussten Killswitch Engage ihre Tournee zum Vorgängeralbum Atonement mit den Vorgruppen August Burns Red und Light the Torch nach wenigen Konzerten abbrechen. Am 6. August 2021 spielte die Band ein Live-Streamingkonzert in dem Konzerthaus The Palladium in Worcester im US-Bundesstaat Massachusetts. Bei diesem Konzert spielte die Band ihr aktuelles Album Atonement sowie ihr im Jahre 2000 veröffentlichtes Debütalbum Killswitch Engage jeweils in voller Länge. Wegen der Pandemie waren keine Zuschauer anwesend. Regie führten David Brodsky und Allison Woest. Am 6. April 2022 wurde das Livealbum angekündigt, welches in digitaler Form, als Doppel-LP sowie als Doppel-CD/BluRay veröffentlicht wird. Für die Lieder Know Your Enemy und Vide Infra wurden Musikvideos veröffentlicht.

## Titelliste
| CD 1: Atonement 1. Unleashed – 4:35 2. The Signal Fire – 3:05 3. Us Against the World – 3:19 4. The Crownless King – 3:10 5. I Am Broken Too – 2:39 6. As Sure as the Sun Will Rise – 2:49 7. Know Your Enemy – 3:51 8. Take Control – 3:44 9. Ravenous – 2:52 10. I Can’t Be the Only One – 4:09 11. Bite the Hand That Feeds – 4:48 | CD 2: Killswitch Engage 1. Temple from the Within – 4:07 2. Vide Infra – 3:32 3. Irreversal – 4:17 4. Rusted Embrace – 4:29 5. Prelude – 1:55 6. Soilborn – 3:29 7. Numb Sickened Eyes – 3:35 8. In the Unblind – 3:00 9. Just Barely Breathing – 5:42 |

## Rezeption

### Rezensionen
Matthias Weckmann vom deutschen Magazin Metal Hammer freute sich darüber, dass eine seiner „Lieblingsbands“ ein Live-Album veröffentlicht, zeigte sich aber wegen der Songauswahl ernüchtert, da eine Menge Hits fehlen. Spielerisch würde die Band auf Topniveau agieren, jedoch würde einem wegen der Songauswahl „das Herz bluten“. Weckmann vergab 4,5 von sieben Punkten. Uwe „Buffo“ Schnädelbach vom deutschen Magazin Rock Hard schrieb, dass die Band „nachdrücklich beweist, dass sie zu den technisch versiertesten Acts der Metalcore-/Modern-Metal-Blase gehört“ und beschrieb das Album als „kurzweilig“.

### Chartplatzierungen
| ChartsChartplatzierungen | Höchstplatzierung | Wochen |
| ------------------------ | ----------------- | ------ |
| Deutschland (GfK)        | 61 (1 Wo.)        | 1      |
| Schweiz (IFPI)           | 87 (1 Wo.)        | 1      |